# كارول ناغي جاكلن
كارول ناغي جاكلن (بالإنجليزية: Carol Nagy Jacklin)‏ ولدت في شيكاغو، إلينوي في 23 فبراير 1939 - وتوفيت في 8 أغسطس 2011، كانت عالمة في علم النفس التنموي وباحثة في النوع الاجتماعي.
كانت أول امرأة تتولى منصب عميد قسم العلوم الاجتماعية في جامعة جنوب كاليفورنيا. وكانت ناشطة في مجال حقوق المرأة. في عام 2011 رفضت العلاج الكيميائي، كانت مصابة بمرض السرطان، فتوفيت بعد أسبوع.